# Acacia brachybotrya
Acacia brachybotrya är en ärtväxtart som beskrevs av George Bentham. Acacia brachybotrya ingår i släktet akacior, och familjen ärtväxter. Inga underarter finns listade i Catalogue of Life.